# 无我 (语言学家)
无我，本名喬治·范德利姆（拉丁转写：dge bshes 'jam dbyangs 'od zer，汉译文殊光明博士；1957年3月19日—），是荷兰的语言学家。他以研究藏缅语言而知名，提出了汉藏语系的新谱系分类。